# Países Bajos en los Juegos Paralímpicos de Sídney 2000
Los Países Bajos estuvieron representados en los Juegos Paralímpicos de Sídney 2000 por un total de 102 deportistas, 69 hombres y 33 mujeres.

## Medallistas
El equipo paralímpico neerlandés obtuvo las siguientes medallas:
| Nombre | Deporte                       | Evento                                                |
| --- | ----------------------------- | ----------------------------------------------------- |
| Oro |                               |                                                       |
| Jan Mulder | Ciclismo en ruta              | Ruta tándem clase abierta masculino                   |
| Joop Stokkel | Hípica                        | Doma individual grado II mixto                        |
| Syreeta van Amelsvoort | Natación                      | 100 m mariposa S8 femenino                            |
| Kasper Engel | Natación                      | 100 m braza SB5 masculino                             |
| Alwin Houtsma | Natación                      | 50 m libre S14 masculino                              |
| Alwin Houtsma | Natación                      | 100 m libre S14 masculino                             |
| Alwin Houtsma | Natación                      | 50 m mariposa S14 masculino                           |
| Alwin Houtsma | Natación                      | 100 m braza SB14 masculino                            |
| Alwin Houtsma | Natación                      | 200 m estilos SM14 masculino                          |
| Esther Vergeer | Tenis en silla de ruedas      | Individual femenino                                   |
| Maaike Smit Esther Vergeer | Tenis en silla de ruedas      | Dobles femenino                                       |
| Robin Ammerlaan Ricky Molier | Tenis en silla de ruedas      | Dobles masculino                                      |
| Plata |                               |                                                       |
| Willem Noorduin | Atletismo                     | Disco F36 masculino                                   |
| Willem Noorduin | Atletismo                     | Peso F36 masculino                                    |
| Frank de Goede Anton de Rooy Ruud Dettmer Koen Jansens Mustafa Charif Jebari René Martens Mario Oosterbosch Wim't Lam Kees van de Bunte Gertjan van der Linden Kornelis van der Werf Arie van Gent | Baloncesto en silla de ruedas | Torneo masculino                                      |
| Jan Mulder | Ciclismo en pista             | Persecución individual tándem clase abierta masculino |
| Joop Stokkel | Hípica                        | Doma individual estilo libre grado II mixto           |
| Joop Stokkel Gert Bolmer Ineke de Groot Sjerstin Vermeulen | Hípica                        | Doma por equipos clase abierta mixto                  |
| Alwin Houtsma | Natación                      | 200 m libre S14 masculino                             |
| Jeroen Gottemaker Alwin Houtsma Marcel Kamst Jeroen van Oene | Natación                      | 4 × 50 m estilos S14 masculino                        |
| Sharon Walraven | Tenis en silla de ruedas      | Individual femenino                                   |
| Bronce |                               |                                                       |
| Gert Bolmer | Hípica                        | Doma individual estilo libre grado II mixto           |
| Taqy Parnian | Levantamiento de potencia     | –60 kg masculino                                      |
| Mendy Meenderink | Natación                      | 100 m libre S9 femenino                               |
| Marion Nijhof | Natación                      | 400 m libre S11 femenino                              |
| Alwin Houtsma | Natación                      | 100 m espalda S14 masculino                           |
| Jurjen Engelsman | Natación                      | 200 m estilos SM10 masculino                          |
| Joost de Hoogh | Natación                      | 400 m libre S10 masculino                             |
| Gertrudis Laemers Jolanda Paardekam | Tenis de mesa                 | Equipo 1-3 femenino                                   |
| Maaike Smit | Tenis en silla de ruedas      | Individual femenino                                   |